# 974. grenadirski polk (Wehrmacht)
974. grenadirski polk (izvirno nemško 974. Grenadier-Regiment; kratica 974. GR) je bil pehotni polk Heera v času druge svetovne vojne.

## Zgodovina
Polk je bil ustanovljen 16. novembra 1943 pri Zagrebu in dodeljen 367. pehotni diviziji.